# Висша митрополитска духовна семинария (Варшава)
Висшата митрополитска духовна семинария „Св. Йоан Кръстител“ (на полски: Wyższe Metropolitalne Seminarium Duchowne św. Jana Chrzciciela; на латински: Seminarium Metropolitanum Varsaviensis) е висше богословско училище във Варшава, Полша. Филиал на Папския богословски факултет. Подготвя свещенослужители за Варшавската архиепархия на римокатолическата църква в страната.